# Aganosma wallichii
Aganosma wallichii är en oleanderväxtart som beskrevs av George Don jr. Aganosma wallichii ingår i släktet Aganosma och familjen oleanderväxter. Inga underarter finns listade i Catalogue of Life.